# Centronycteris maximiliani
El Murciélago pelo áspero (Centronycteris maximiliani) es una especie de murciélago nativa de Sudamérica.

## Distribución
Se distribuye por Brasil, Colombia, Guayana Francesa, Guyana, Perú, Surinam y Venezuela.

## Hábitat
Vive en el interior de selvas, durmiendo durante el día en el interior de agujeros en los troncos de los grandes árboles. Caza insectos voladores desde la tarde hasta la noche.